# Faxinal do Soturno
Faxinal do Soturno là một đô thị thuộc bang Rio Grande do Sul, Brasil. Đô thị này có diện tích 169,945 km², dân số năm 2007 là 6343 người, mật độ 37,32 người/km².